# Amici per caso
Amici per caso è un film del 2024 diretto da Max Nardari.
La pellicola è tratta dal cortometraggio Lui e l'altro, diretto dallo stesso Nardari nel 2011 e interpretato da Alessandro Borghi, Ivan Bacchi e Giorgia Würth.

## Trama
Omero ha appena rifiutato la proposta di matrimonio del suo compagno Andy che decide di lasciarlo. Pietro è costretto a lasciare il suo appartamento perché per l'ennesima volta ha trascurato la fidanzata Lolly per andare a vedere una partita della Roma.
Costretto a trovare un coinquilino per poter pagare il mutuo Omero pubblica un annuncio, ma l'unica persona veramente interessata sembra essere proprio Pietro che si trasferisce subito.
Nonostante le prime difficoltà tra i due il rapporto non è così difficile, almeno fino a quando Omero gli dichiara apertamente di essere omosessuale. Pietro lascia l'appartamento salvo poi ritornare sui suoi passi e rendersi conto che Omero può comunque essere un amico che lo può aiutare a riconquistare Lolly. Nel contempo Omero forse agirà meno di testa e più di cuore nel suo ritrovato rapporto con Andy.

## Produzione
Amici per caso, girato a Terni, è prodotto da Reset Production in associazione con Adler Entertainment che distribuisce anche il film. Warner Music Italia distribuisce la colonna sonora originale del film.

## Promozione
Il primo trailer del film è stato diffuso il 28 giugno 2024.

## Distribuzione
Amici per caso è stato distribuito nelle sale a partire dal 25 luglio 2024.
l’8 novembre il film esce in esclusiva sulla piattaforma Paramount + e balza subito alla top ten risultando uno dei film più visto in assoluto sulla piattaforma.
All'estero il film è stato distribuito da Minerva Pictures.

## Accoglienza

### Critica
Vania Amitrano accoglie il film su Mymovies definendo Amici per caso e la regia di Max Nardari come "uno sguardo felice sui rapporti umani", mentre su Ciak Magazine afferma che "il regista e cosceneggiatore di Amici per caso insieme ad Alba Calicchio e Daniele Malavolta restituisce una storia briosa, godibile e infine rassicurante".
Elena Arrisco scrive su Cinematographe.it "una fresca e divertente commedia italiana".
Mario Turco boccia il film su Sentieri Selvaggi definendo Amici per caso "un Pollock poco riuscito, in cui il colore battutistico viene spruzzato dappertutto ma senza forma".

## Riconoscimenti
- 2024, COLIFFE - COLiseum International Film Festival :

- Premio "Colosseo d'Oro" Migliore Film Internazionale
- Premio Migliore Colonna Sonora (Max Nardari)
- Premio Migliore Colonna Sonora (Matteo Passarelli)
- 2024, Pulcinella Film Festival :

- Gran Premio Pulcinella per il miglior film
- 2024, Premio Felix Festival del Cinema :

- Menzione Speciale (Filippo Tirabassi)
- Premio Icona del Cinema (Marina Suma)
- Premio Migliore Colonna Sonora
- Premio Migliore Film
- 2024, Festival Internazionale del Cinema dei Castelli Romani - CROFFI :

- Premio della Stampa
- 2024, Reggio Calabria Film Fest :

- Premio Migliore Regia (Max Nardari)
- 2024, Social Film Festival Artelesia :

- Premio Migliore Lungometraggio Antinoo Movie
- Premio Troisi International Migliore Regia (Max Nardari)
- 2024, Mostra Internazionale d'Arte Cinematografica di Venezia :

- Premio Leone di Vetro